# Racconti del brivido
Racconti del brivido (Hammer House of Horror) è una serie televisiva britannica creata dalla celebre casa di produzione Hammer nel 1980 e trasmessa dall'emittente ITV.

La serie, inizialmente denominata The House of Hammer consta di 13 episodi autoconclusivi di circa 50 minuti ciascuno, trasmessi nell'arco del 1980, senza personaggi ricorrenti e un cast stabile.
A questa prima serie ne seguirà un'altra nel 1984, L'ora del mistero, formata anch'essa di 13 episodi di genere horror e ultima prodotta dalla Hammer.

## Episodi
- L'ora delle streghe (in DVD: L'ora della strega) (Witching Time), regia di Don Leaver
- La tredicesima riunione (The Thirteenth Reunion), regia di Peter Sasdy
- Un brusco risveglio (in DVD: Brusco risveglio) (Rude Awakening), regia di Peter Sasdy
- Il figlio adottato (in DVD: I dolori della crescita) (Growing Pains), regia di Francis Megahy
- La casa dissanguata (in DVD: La casa che sanguinò a morte) (The House that Bled to Death), regia di Tom Clegg
- Il feticcio (in DVD: Charlie Boy), regia di Robert Young
- L'urlo muto (in DVD: Un grido silenzioso) (The Silent Scream), regia di Alan Gibson
- I figli della luna piena (in DVD: I bambini della luna piena) (Children of the Full Moon), regia di Tom Clegg
- L'aquila dei Carpazi (Carpathian Eagle), regia di Francis Megahy
- Il guardiano degli abissi (Guardian of the Abyss), regia di Don Sharp
- Una visita dall'oltretomba (in DVD: Un visitatore dalla tomba) (Visitor From The Grave), regia di Peter Sasdy
- Le due facce del male (Two Faces Of Evil), regia di Alan Gibson
- Il segno di Satana (in DVD: Il marchio di Satana) (The Mark Of Satan), regia di Don Leaver

## Dvd
In Italia è uscito il cofanetto in DVD per la Cecchi Gori.